# Radio (пісня)
«Radio» — пісня німецького гурту Neue Deutsche Härte Rammstein. Вона була випущена як другий сингл з неназваного сьомого студійного альбому гурту 26 квітня 2019 року.
Лірично пісня звертається до культурної ситуації Німецької Демократичної Республіки, в якій таємне прослуховування західних радіостанцій та їхньої музики, які вважалися незаконними східнонімецьким урядом, було способом уникнути політичних обмежень. Metal Hammer заявив, що на риф пісні, можливо, вплинула пісня «Love Like Blood» гурту Killing Joke.

## Музичне Відео
Відео, майже повністю чорно-біле, було випущено онлайн 26 квітня 2019 року об 11:00 за центральноєвропейським часом після 26-секундного чорно-білого прев'ю відео за два дні до цього, яке містило відсилання до Kraftwerk і Клауса Номі. На окремих радіостанціях прем'єра пісні відбулася 25 квітня 2019 року о 21:00 за центральноєвропейським часом, в той час як відео було показано виключно на стіні будинку в Берліні без звуку. Режисером кліпу виступив Йорн Хайтманн.
Відео починається з радіо оголошення (відсутнього в альбомній версії), яке говорить: «Achtung, Achtung. Hier ist Berlin Königs Wusterhausen und der Deutsche Kurzwellensender. Wir senden Tanzmusik», що перекладається як «Увага, увага. Це Берлінський Королівський Вустергаузен і німецький короткохвильовий передавач. Ми транслюємо танцювальну музику» .Königs Wusterhausen — це місце, де у 1920 році було побудовано перший німецький радіопередавач. У 1933 році він був захоплений нацистським режимом для трансляції пропаганди. Після возз'єднання Німеччини вона стала музеєм.
На ній зображено гурт, одягнений у смокінги (за винятком басиста Олівера Ріделя, який носить чорний светр-водолазку і виступає босоніж) під час виступу на радіо, що відбувся приблизно у 1920-х роках. Під час фінального приспіву виступ має закрити загін поліції, але виявляється, що учасники гурту є голограмами, а отже, не піддаються впливу насильницької сили. Сцени перформансу перемежовуються сценами маніакальної одержимості громадян своїми радіоприймачами, а також заворушеннями з вимогами вільного та відкритого ефіру, що перегукується з ліричними темами пісні.

## Список композицій
| #  | Назва                      | Тривалість |
| -- | -------------------------- | ---------- |
| 1. | «Radio»                    | 4:37       |
| 2. | «Radio» (RMX by Twocolors) | 5:00       |

## Чарти
| Чарт (2019)                          | Найвища позиція |
| ------------------------------------ | --------------- |
| Австрія (Ö3 Austria Top 75)          | 13              |
| Бельгія (Ultratip Flanders)          | 17              |
| Чехія (Singles Digitál Top 100)      | 36              |
| Європа (Euro Digital Songs)          | 11              |
| Німеччина (Media Control AG)         | 4               |
| Угорщина (Single Top 40)             | 4               |
| Шотландія (Official Charts Company)  | 47              |
| Словаччина (Singles Digitál Top 100) | 35              |
| Sweden (Sverigetopplistan)           | 100             |
| Швейцарія (Media Control AG)         | 17              |
| 9                                    |                 |
| США (Hot Rock Songs) (Billboard)     | 27              |

## Сертифікації
| Регіон                                                      | Сертифікація | Продажі |
| ----------------------------------------------------------- | ------------ | ------- |
| Австрія (IFPI Austria)                                      | Золотий      | 15 000  |
| Німеччина (BVMI)                                            | Золотий      | 200 000 |
| Польща (ZPAV)                                               | Золотий      | 25 000  |
| продажі+прослуховування, що базуються лише на сертифікаціях |              |         |